# Valérie Hénin
Valérie Hénin est une ancienne boxeuse et taekwondoïste française née le 15 novembre 1967 à Nancy.
Également championne du monde de kick boxing et de full contact Valérie a par ailleurs animé la météo sur RTL9 et a été commentatrice de combats de kick/thaï sur Canal+ mais aussi cascadeuse sur le film Danny the Dog. Elle a participé au court-métrage Furie et est actuellement directrice et enseignante au Punch Nancy.

## Carrière sportive
En kick boxing, elle est sacrée championne d'Europe en 1988 et championne du monde en 1990. Elle est aussi championne du monde de full contact en 1993 et championne du monde WIBF de boxe anglaise le 3 novembre 1996.
En taekwondo, elle est sacrée trois fois championne de France (1999,2000, 2001), est vainqueur deux fois la Coupe de France (1999 et 2001) et remporte la médaille de bronze dans la catégorie des moins de 72 kg aux championnats d'Europe de taekwondo 2000.

## Vie personnelle
Valérie et son ex-mari, le boxeur Orlando Wiet (en), sont les parents de la taekwondoïste Magda Wiet-Hénin.
Elle a également été en couple pendant plus de 18 années avec Aubin Gilles Sita. De leur union est né leur fils prénommé Züo Sita Hénin.